# Soungalo Ouattara
Pour les articles homonymes, voir Ouattara.
Soungalo Apollinaire Ouattara, né le 31 décembre 1956 à Bobo-Dioulasso, est un homme politique burkinabè, président de l'Assemblée nationale du Burkina entre 2012 et 2014.

## Biographie
Soungalo Ouattara est né le 31 décembre 1956 à Bobo-Dioulasso.
Ouattara devient administrateur civil en 1983. Il est secrétaire général du ministère de l'Administration territoriale et de la Sécurité entre 1988 et 1994, puis secrétaire permanent de la Commission nationale de la Décentralisation (1994-1995). En même temps, il commence une carrière politique : en 1989, Ouattara rejoint le Conseil national de l'Organisation pour la démocratie populaire/Mouvement du travail, le parti du président Blaise Compaoré
Il est secrétaire-général de la présidence burkinabè sous la présidence de Blaise Compaoré pendant 11 ans (1995-2006),.
Soungalo Ouattara est nommé ministre délégué chargé des collectivités territoriales, sous la tutelle du ministre de l'Administration territoriale et de la décentralisation dans le 2e gouvernement de Paramanga Ernest Yonli en janvier 2006. Il est reconduit dans le gouvernement de Tertius Zongo. À la faveur d'un remaniement ministériel, Ouattara devient ministre de la Fonction publique et de la Réforme de l'État en septembre 2008  et le reste jusqu'en 2012.
Lors des élections législatives de décembre 2012, Ouattara est élu député du Houet sous l'étiquette du Congrès pour la démocratie et le progrès. Le 28 décembre 2012, Ouattara est élu président de l'Assemblée nationale, battant le candidat de l'Union pour le progrès et le changement, Denis Nikiema. Il succède à Roch Marc Christian Kaboré,.
La deuxième révolution burkinabè commence en octobre 2014 pour protester contre la tentative de modification de la constitution pour permettre au président Compaoré de continuer à se maintenir au pouvoir. L'armée prend le pouvoir peu après et l'Assemblée nationale est dissoute.